# Vuelta a Burgos 2025
La 47.ª edición de la Vuelta a Burgos fue una carrera de ciclismo en ruta por etapas que se celebró entre el 5 y el 9 de agosto de 2025 en la provincia de Burgos en España, con inicio en Sasamón y final en Lagunas de Neila sobre un recorrido de 851,4 kilómetros.
La carrera formó parte del UCI ProSeries 2025, calendario ciclístico mundial de segunda división, dentro de la categoría UCI 2.Pro. El vencedor fue el mexicano Isaac del Toro del UAE Emirates XRG, quien estuvo acompañado en el podio por el italiano Lorenzo Fortunato del XDS Astana y el francés Léo Bisiaux del Decathlon AG2R La Mondiale, segundo y tercer clasificado respectivamente.

## Equipos participantes
Tomaron parte en la carrera 19 equipos: 10 de categoría UCI WorldTeam, 8 de categoría UCI ProTeam y 1 de categoría Continental quienes conformaron un pelotón de 132 ciclistas de los cuales terminaron 115. Los equipos participantes fueron:
| WorldTeams (10)- Bahrain-Victorious - Decathlon AG2R La Mondiale Team - EF Education-EasyPost - Ineos Grenadiers - Lidl-Trek - Movistar Team - Red Bull-BORA-hansgrohe - Soudal Quick-Step - UAE Team Emirates XRG - XDS Astana Team ProTeams (8)- Burgos-Burpellet-BH - Caja Rural-Seguros RGA - Equipo Kern Pharma - Euskaltel-Euskadi - Q36.5 Pro Cycling Team - Team Polti VisitMalta - Tudor Pro Cycling Team - Uno-X Mobility Equipo continental- Illes Balears Arabay |
| |

## Recorrido
La Vuelta a Burgos dispuso de cinco etapas para un recorrido total de 851,4 kilómetros.
| Etapa     | Fecha    | Recorrido                             | type                   | Distancia (km) | Desnivel (m) | Ganador          | Líder          |
| --------- | -------- | ------------------------------------- | ---------------------- | -------------- | ------------ | ---------------- | -------------- |
| 1.ª etapa | 5 de ago | Sasamón – Burgos                      | etapa escarpada        | 204,7          | 2484 m       | Roger Adrià      | Roger Adrià    |
| 2.ª etapa | 6 de ago | Cilleruelo de Abajo – Buniel          | etapa llana            | 161,6          | 1328 m       | Matteo Moschetti | Roger Adrià    |
| 3.ª etapa | 7 de ago | Cardeña – Valpuesta                   | etapa de media montaña | 184,1          | 2624 m       | Léo Bisiaux      | Léo Bisiaux    |
| 4.ª etapa | 8 de ago | Doña Santos – Regumiel de la Sierra   | etapa escarpada        | 162,7          | 2342 m       | Damiano Caruso   | Léo Bisiaux    |
| 5.ª etapa | 9 de ago | Quintana del Pidio – Lagunas de Neila | etapa de montaña       | 138,3          | 2711 m       | Giulio Ciccone   | Isaac Del Toro |

## Desarrollo de la carrera

### 1.ª etapa[5]
| Sasamón - Burgos | etapa escarpada | (204,7 km) |

| \| Clasificación de la etapa \| Clasificación de la etapa \| Clasificación de la etapa \| Clasificación de la etapa \| Clasificación de la etapa \| \| Ciclista \| Ciclista \| Equipo \| Tiempo \| \| \| ------------------------- \| ------------------------- \| -------------------------- \| ------------------------- \| ------------------------- \| \| 1.º \| Roger Adrià \| Red Bull-Bora-Hansgrohe \| 4 h 49 min 46 s \| \| \| 2.º \| Jordan Labrosse \| Decathlon-AG2R La Mondiale \| + 0 s \| \| \| 3.º \| Afonso Eulálio \| Bahrain Victorious \| + 4 s \| \| \| 4.º \| Léo Bisiaux \| Decathlon-AG2R La Mondiale \| + 4 s \| \| \| 5.º \| Damiano Caruso \| Bahrain Victorious \| + 4 s \| \| \| 6.º \| Fabio Christen \| Q36.5 Pro Cycling Team \| + 7 s \| \| \| 7.º \| Lucas Eriksson \| Tudor Pro Cycling Team \| + 7 s \| \| \| 8.º \| Egan Bernal \| Ineos Grenadiers \| + 7 s \| \| \| 9.º \| Archie Ryan \| EF Education-EasyPost \| + 7 s \| \| \| 10.º \| Brandon Rivera \| Ineos Grenadiers \| + 11 s \| \| |                 |                            |                 |
| |                 |                            |                 |
| |                 |                            |                 |
| Clasificación de la etapa |                 |                            |                 |
| Ciclista | Ciclista        | Equipo                     | Tiempo          |
| 1.º | Roger Adrià     | Red Bull-Bora-Hansgrohe    | 4 h 49 min 46 s |
| 2.º | Jordan Labrosse | Decathlon-AG2R La Mondiale | + 0 s           |
| 3.º | Afonso Eulálio  | Bahrain Victorious         | + 4 s           |
| 4.º | Léo Bisiaux     | Decathlon-AG2R La Mondiale | + 4 s           |
| 5.º | Damiano Caruso  | Bahrain Victorious         | + 4 s           |
| 6.º | Fabio Christen  | Q36.5 Pro Cycling Team     | + 7 s           |
| 7.º | Lucas Eriksson  | Tudor Pro Cycling Team     | + 7 s           |
| 8.º | Egan Bernal     | Ineos Grenadiers           | + 7 s           |
| 9.º | Archie Ryan     | EF Education-EasyPost      | + 7 s           |
| 10.º | Brandon Rivera  | Ineos Grenadiers           | + 11 s          |

| \| Clasificación general \| Clasificación general \| Clasificación general \| Clasificación general \| Clasificación general \| \| Ciclista \| Ciclista \| Equipo \| Tiempo \| \| \| --------------------- \| --------------------- \| -------------------------- \| --------------------- \| --------------------- \| \| 1.º \| Roger Adrià \| Red Bull-Bora-Hansgrohe \| 4 h 49 min 36 s \| \| \| 2.º \| Jordan Labrosse \| Decathlon-AG2R La Mondiale \| + 4 s \| \| \| 3.º \| Afonso Eulálio \| Bahrain Victorious \| + 10 s \| \| \| 4.º \| Léo Bisiaux \| Decathlon-AG2R La Mondiale \| + 14 s \| \| \| 5.º \| Damiano Caruso \| Bahrain Victorious \| + 14 s \| \| \| 6.º \| Fabio Christen \| Q36.5 Pro Cycling Team \| + 17 s \| \| \| 7.º \| Lucas Eriksson \| Tudor Pro Cycling Team \| + 17 s \| \| \| 8.º \| Egan Bernal \| Ineos Grenadiers \| + 17 s \| \| \| 9.º \| Archie Ryan \| EF Education-EasyPost \| + 17 s \| \| \| 10.º \| Javier Romo \| Movistar Team \| + 20 s \| \| |                 |                            |                 |
| |                 |                            |                 |
| |                 |                            |                 |
| Clasificación general |                 |                            |                 |
| Ciclista | Ciclista        | Equipo                     | Tiempo          |
| 1.º | Roger Adrià     | Red Bull-Bora-Hansgrohe    | 4 h 49 min 36 s |
| 2.º | Jordan Labrosse | Decathlon-AG2R La Mondiale | + 4 s           |
| 3.º | Afonso Eulálio  | Bahrain Victorious         | + 10 s          |
| 4.º | Léo Bisiaux     | Decathlon-AG2R La Mondiale | + 14 s          |
| 5.º | Damiano Caruso  | Bahrain Victorious         | + 14 s          |
| 6.º | Fabio Christen  | Q36.5 Pro Cycling Team     | + 17 s          |
| 7.º | Lucas Eriksson  | Tudor Pro Cycling Team     | + 17 s          |
| 8.º | Egan Bernal     | Ineos Grenadiers           | + 17 s          |
| 9.º | Archie Ryan     | EF Education-EasyPost      | + 17 s          |
| 10.º | Javier Romo     | Movistar Team              | + 20 s          |

### 2.ª etapa[6]
| Cilleruelo de Abajo - Buniel | etapa llana | (161,6 km) |

| \| Clasificación de la etapa \| Clasificación de la etapa \| Clasificación de la etapa \| Clasificación de la etapa \| Clasificación de la etapa \| \| Ciclista \| Ciclista \| Equipo \| Tiempo \| \| \| ------------------------- \| ------------------------- \| -------------------------- \| ------------------------- \| ------------------------- \| \| 1.º \| Matteo Moschetti \| Q36.5 Pro Cycling Team \| 3 h 37 min 05 s \| \| \| 2.º \| Matteo Malucelli \| XDS Astana Team \| + 0 s \| \| \| 3.º \| Juan Sebastián Molano \| UAE Team Emirates XRG \| + 0 s \| \| \| 4.º \| Erlend Blikra \| Uno-X Mobility \| + 0 s \| \| \| 5.º \| Pierre Gautherat \| Decathlon-AG2R La Mondiale \| + 0 s \| \| \| 6.º \| Giovanni Lonardi \| Team Polti VisitMalta \| + 0 s \| \| \| 7.º \| Luke Lamperti \| Soudal Quick-Step \| + 0 s \| \| \| 8.º \| Marc Brustenga \| Equipo Kern Pharma \| + 0 s \| \| \| 9.º \| Gianluca Pollefliet \| Decathlon-AG2R La Mondiale \| + 0 s \| \| \| 10.º \| Héctor Álvarez \| Lidl-Trek \| + 0 s \| \| |                       |                            |                 |
| |                       |                            |                 |
| |                       |                            |                 |
| Clasificación de la etapa |                       |                            |                 |
| Ciclista | Ciclista              | Equipo                     | Tiempo          |
| 1.º | Matteo Moschetti      | Q36.5 Pro Cycling Team     | 3 h 37 min 05 s |
| 2.º | Matteo Malucelli      | XDS Astana Team            | + 0 s           |
| 3.º | Juan Sebastián Molano | UAE Team Emirates XRG      | + 0 s           |
| 4.º | Erlend Blikra         | Uno-X Mobility             | + 0 s           |
| 5.º | Pierre Gautherat      | Decathlon-AG2R La Mondiale | + 0 s           |
| 6.º | Giovanni Lonardi      | Team Polti VisitMalta      | + 0 s           |
| 7.º | Luke Lamperti         | Soudal Quick-Step          | + 0 s           |
| 8.º | Marc Brustenga        | Equipo Kern Pharma         | + 0 s           |
| 9.º | Gianluca Pollefliet   | Decathlon-AG2R La Mondiale | + 0 s           |
| 10.º | Héctor Álvarez        | Lidl-Trek                  | + 0 s           |

| \| Clasificación general \| Clasificación general \| Clasificación general \| Clasificación general \| Clasificación general \| \| Ciclista \| Ciclista \| Equipo \| Tiempo \| \| \| --------------------- \| --------------------- \| -------------------------- \| --------------------- \| --------------------- \| \| 1.º \| Roger Adrià \| Red Bull-Bora-Hansgrohe \| 8 h 26 min 41 s \| \| \| 2.º \| Jordan Labrosse \| Decathlon-AG2R La Mondiale \| + 4 s \| \| \| 3.º \| Afonso Eulálio \| Bahrain Victorious \| + 10 s \| \| \| 4.º \| Damiano Caruso \| Bahrain Victorious \| + 14 s \| \| \| 5.º \| Léo Bisiaux \| Decathlon-AG2R La Mondiale \| + 14 s \| \| \| 6.º \| Fabio Christen \| Q36.5 Pro Cycling Team \| + 17 s \| \| \| 7.º \| Lucas Eriksson \| Tudor Pro Cycling Team \| + 17 s \| \| \| 8.º \| Archie Ryan \| EF Education-EasyPost \| + 17 s \| \| \| 9.º \| Egan Bernal \| Ineos Grenadiers \| + 17 s \| \| \| 10.º \| Javier Romo \| Movistar Team \| + 20 s \| \| |                 |                            |                 |
| |                 |                            |                 |
| |                 |                            |                 |
| Clasificación general |                 |                            |                 |
| Ciclista | Ciclista        | Equipo                     | Tiempo          |
| 1.º | Roger Adrià     | Red Bull-Bora-Hansgrohe    | 8 h 26 min 41 s |
| 2.º | Jordan Labrosse | Decathlon-AG2R La Mondiale | + 4 s           |
| 3.º | Afonso Eulálio  | Bahrain Victorious         | + 10 s          |
| 4.º | Damiano Caruso  | Bahrain Victorious         | + 14 s          |
| 5.º | Léo Bisiaux     | Decathlon-AG2R La Mondiale | + 14 s          |
| 6.º | Fabio Christen  | Q36.5 Pro Cycling Team     | + 17 s          |
| 7.º | Lucas Eriksson  | Tudor Pro Cycling Team     | + 17 s          |
| 8.º | Archie Ryan     | EF Education-EasyPost      | + 17 s          |
| 9.º | Egan Bernal     | Ineos Grenadiers           | + 17 s          |
| 10.º | Javier Romo     | Movistar Team              | + 20 s          |

### 3.ª etapa[7]
| Cardeña - Valpuesta | etapa de media montaña | (184,1 km) |

| \| Clasificación de la etapa \| Clasificación de la etapa \| Clasificación de la etapa \| Clasificación de la etapa \| Clasificación de la etapa \| \| Ciclista \| Ciclista \| Equipo \| Tiempo \| \| \| ------------------------- \| ------------------------- \| -------------------------- \| ------------------------- \| ------------------------- \| \| 1.º \| Léo Bisiaux \| Decathlon-AG2R La Mondiale \| 4 h 19 min 44 s \| \| \| 2.º \| Giulio Ciccone \| Lidl-Trek \| + 9 s \| \| \| 3.º \| Giulio Pellizzari \| Red Bull-Bora-Hansgrohe \| + 9 s \| \| \| 4.º \| Isaac Del Toro \| UAE Team Emirates XRG \| + 9 s \| \| \| 5.º \| Lorenzo Fortunato \| XDS Astana Team \| + 9 s \| \| \| 6.º \| Giovanni Aleotti \| Red Bull-Bora-Hansgrohe \| + 23 s \| \| \| 7.º \| Johannes Kulset \| Uno-X Mobility \| + 23 s \| \| \| 8.º \| Urko Berrade \| Equipo Kern Pharma \| + 23 s \| \| \| 9.º \| Andrew August \| Ineos Grenadiers \| + 23 s \| \| \| 10.º \| Fabio Christen \| Q36.5 Pro Cycling Team \| + 39 s \| \| |                   |                            |                 |
| |                   |                            |                 |
| |                   |                            |                 |
| Clasificación de la etapa |                   |                            |                 |
| Ciclista | Ciclista          | Equipo                     | Tiempo          |
| 1.º | Léo Bisiaux       | Decathlon-AG2R La Mondiale | 4 h 19 min 44 s |
| 2.º | Giulio Ciccone    | Lidl-Trek                  | + 9 s           |
| 3.º | Giulio Pellizzari | Red Bull-Bora-Hansgrohe    | + 9 s           |
| 4.º | Isaac Del Toro    | UAE Team Emirates XRG      | + 9 s           |
| 5.º | Lorenzo Fortunato | XDS Astana Team            | + 9 s           |
| 6.º | Giovanni Aleotti  | Red Bull-Bora-Hansgrohe    | + 23 s          |
| 7.º | Johannes Kulset   | Uno-X Mobility             | + 23 s          |
| 8.º | Urko Berrade      | Equipo Kern Pharma         | + 23 s          |
| 9.º | Andrew August     | Ineos Grenadiers           | + 23 s          |
| 10.º | Fabio Christen    | Q36.5 Pro Cycling Team     | + 39 s          |

| \| Clasificación general \| Clasificación general \| Clasificación general \| Clasificación general \| Clasificación general \| \| Ciclista \| Ciclista \| Equipo \| Tiempo \| \| \| --------------------- \| --------------------- \| -------------------------- \| --------------------- \| --------------------- \| \| 1.º \| Léo Bisiaux \| Decathlon-AG2R La Mondiale \| 12 h 46 min 29 s \| \| \| 2.º \| Giulio Pellizzari \| Red Bull-Bora-Hansgrohe \| + 22 s \| \| \| 3.º \| Isaac Del Toro \| UAE Team Emirates XRG \| + 26 s \| \| \| 4.º \| Lorenzo Fortunato \| XDS Astana Team \| + 26 s \| \| \| 5.º \| Johannes Kulset \| Uno-X Mobility \| + 40 s \| \| \| 6.º \| Giovanni Aleotti \| Red Bull-Bora-Hansgrohe \| + 40 s \| \| \| 7.º \| Urko Berrade \| Equipo Kern Pharma \| + 40 s \| \| \| 8.º \| Andrew August \| Ineos Grenadiers \| + 40 s \| \| \| 9.º \| Fabio Christen \| Q36.5 Pro Cycling Team \| + 52 s \| \| \| 10.º \| Egan Bernal \| Ineos Grenadiers \| + 53 s \| \| |                   |                            |                  |
| |                   |                            |                  |
| |                   |                            |                  |
| Clasificación general |                   |                            |                  |
| Ciclista | Ciclista          | Equipo                     | Tiempo           |
| 1.º | Léo Bisiaux       | Decathlon-AG2R La Mondiale | 12 h 46 min 29 s |
| 2.º | Giulio Pellizzari | Red Bull-Bora-Hansgrohe    | + 22 s           |
| 3.º | Isaac Del Toro    | UAE Team Emirates XRG      | + 26 s           |
| 4.º | Lorenzo Fortunato | XDS Astana Team            | + 26 s           |
| 5.º | Johannes Kulset   | Uno-X Mobility             | + 40 s           |
| 6.º | Giovanni Aleotti  | Red Bull-Bora-Hansgrohe    | + 40 s           |
| 7.º | Urko Berrade      | Equipo Kern Pharma         | + 40 s           |
| 8.º | Andrew August     | Ineos Grenadiers           | + 40 s           |
| 9.º | Fabio Christen    | Q36.5 Pro Cycling Team     | + 52 s           |
| 10.º | Egan Bernal       | Ineos Grenadiers           | + 53 s           |

### 4.ª etapa[8]
| Doña Santos - Regumiel de la Sierra | etapa escarpada | (162,7 km) |

| \| Clasificación de la etapa \| Clasificación de la etapa \| Clasificación de la etapa \| Clasificación de la etapa \| Clasificación de la etapa \| \| Ciclista \| Ciclista \| Equipo \| Tiempo \| \| \| ------------------------- \| ------------------------- \| ------------------------- \| ------------------------- \| ------------------------- \| \| 1.º \| Damiano Caruso \| Bahrain Victorious \| 3 h 33 min 18 s \| \| \| 2.º \| Rui Alberto Costa \| EF Education-EasyPost \| + 1 min 26 s \| \| \| 3.º \| Rui Oliveira \| UAE Team Emirates XRG \| + 1 min 26 s \| \| \| 4.º \| Lawrence Warbasse \| Tudor Pro Cycling Team \| + 1 min 26 s \| \| \| 5.º \| Ben Zwiehoff \| Red Bull-Bora-Hansgrohe \| + 1 min 26 s \| \| \| 6.º \| Javier Romo \| Movistar Team \| + 1 min 56 s \| \| \| 7.º \| Héctor Álvarez \| Lidl-Trek Future Racing \| + 3 min 15 s \| \| \| 8.º \| Miká Heming \| Tudor Pro Cycling Team \| + 3 min 15 s \| \| \| 9.º \| David González López \| Q36.5 Pro Cycling Team \| + 3 min 15 s \| \| \| 10.º \| Antoine Huby \| Soudal Quick-Step \| + 3 min 15 s \| \| |                      |                         |                 |
| |                      |                         |                 |
| |                      |                         |                 |
| Clasificación de la etapa |                      |                         |                 |
| Ciclista | Ciclista             | Equipo                  | Tiempo          |
| 1.º | Damiano Caruso       | Bahrain Victorious      | 3 h 33 min 18 s |
| 2.º | Rui Alberto Costa    | EF Education-EasyPost   | + 1 min 26 s    |
| 3.º | Rui Oliveira         | UAE Team Emirates XRG   | + 1 min 26 s    |
| 4.º | Lawrence Warbasse    | Tudor Pro Cycling Team  | + 1 min 26 s    |
| 5.º | Ben Zwiehoff         | Red Bull-Bora-Hansgrohe | + 1 min 26 s    |
| 6.º | Javier Romo          | Movistar Team           | + 1 min 56 s    |
| 7.º | Héctor Álvarez       | Lidl-Trek Future Racing | + 3 min 15 s    |
| 8.º | Miká Heming          | Tudor Pro Cycling Team  | + 3 min 15 s    |
| 9.º | David González López | Q36.5 Pro Cycling Team  | + 3 min 15 s    |
| 10.º | Antoine Huby         | Soudal Quick-Step       | + 3 min 15 s    |

| \| Clasificación general \| Clasificación general \| Clasificación general \| Clasificación general \| Clasificación general \| \| Ciclista \| Ciclista \| Equipo \| Tiempo \| \| \| --------------------- \| --------------------- \| -------------------------- \| --------------------- \| --------------------- \| \| 1.º \| Léo Bisiaux \| Decathlon-AG2R La Mondiale \| 16 h 23 min 02 s \| \| \| 2.º \| Giulio Pellizzari \| Red Bull-Bora-Hansgrohe \| + 22 s \| \| \| 3.º \| Isaac Del Toro \| UAE Team Emirates XRG \| + 26 s \| \| \| 4.º \| Lorenzo Fortunato \| XDS Astana Team \| + 26 s \| \| \| 5.º \| Johannes Kulset \| Uno-X Mobility \| + 40 s \| \| \| 6.º \| Giovanni Aleotti \| Red Bull-Bora-Hansgrohe \| + 40 s \| \| \| 7.º \| Urko Berrade \| Equipo Kern Pharma \| + 40 s \| \| \| 8.º \| Andrew August \| Ineos Grenadiers \| + 40 s \| \| \| 9.º \| Fabio Christen \| Q36.5 Pro Cycling Team \| + 52 s \| \| \| 10.º \| Egan Bernal \| Ineos Grenadiers \| + 53 s \| \| |                   |                            |                  |
| |                   |                            |                  |
| |                   |                            |                  |
| Clasificación general |                   |                            |                  |
| Ciclista | Ciclista          | Equipo                     | Tiempo           |
| 1.º | Léo Bisiaux       | Decathlon-AG2R La Mondiale | 16 h 23 min 02 s |
| 2.º | Giulio Pellizzari | Red Bull-Bora-Hansgrohe    | + 22 s           |
| 3.º | Isaac Del Toro    | UAE Team Emirates XRG      | + 26 s           |
| 4.º | Lorenzo Fortunato | XDS Astana Team            | + 26 s           |
| 5.º | Johannes Kulset   | Uno-X Mobility             | + 40 s           |
| 6.º | Giovanni Aleotti  | Red Bull-Bora-Hansgrohe    | + 40 s           |
| 7.º | Urko Berrade      | Equipo Kern Pharma         | + 40 s           |
| 8.º | Andrew August     | Ineos Grenadiers           | + 40 s           |
| 9.º | Fabio Christen    | Q36.5 Pro Cycling Team     | + 52 s           |
| 10.º | Egan Bernal       | Ineos Grenadiers           | + 53 s           |

### 5.ª etapa[9]
| Quintana del Pidio - Lagunas de Neila | etapa de montaña | (138,3 km) |

| \| Clasificación de la etapa \| Clasificación de la etapa \| Clasificación de la etapa \| Clasificación de la etapa \| Clasificación de la etapa \| \| Ciclista \| Ciclista \| Equipo \| Tiempo \| \| \| ------------------------- \| ------------------------- \| ------------------------- \| ------------------------- \| ------------------------- \| |          |        |        |
| |          |        |        |
| |          |        |        |
| Clasificación de la etapa |          |        |        |
| Ciclista | Ciclista | Equipo | Tiempo |

## Clasificaciones finales
- Las clasificaciones finalizaron de la siguiente forma:[10]

### Clasificación general
| \| Clasificación general \| Clasificación general \| Clasificación general \| Clasificación general \| Clasificación general \| \| Ciclista \| Ciclista \| Equipo \| Tiempo \| \| \| --------------------- \| --------------------- \| --------------------- \| --------------------- \| --------------------- \| |          |        |        |
| |          |        |        |
| |          |        |        |
| Clasificación general |          |        |        |
| Ciclista | Ciclista | Equipo | Tiempo |

### Clasificación de la montaña
| Clasificación de la montaña | Clasificación de la montaña | Clasificación de la montaña | Clasificación de la montaña | Clasificación de la montaña |
| Ciclista                    | Ciclista                    | Equipo                      | Puntos                      |                             |
| --------------------------- | --------------------------- | --------------------------- | --------------------------- | --------------------------- |

### Clasificación por puntos
| Clasificación por puntos | Clasificación por puntos | Clasificación por puntos | Clasificación por puntos | Clasificación por puntos |
| Ciclista                 | Ciclista                 | Equipo                   | Puntos                   |                          |
| ------------------------ | ------------------------ | ------------------------ | ------------------------ | ------------------------ |

### Clasificación de los jóvenes
| Clasificación del mejor joven | Clasificación del mejor joven | Clasificación del mejor joven | Clasificación del mejor joven | Clasificación del mejor joven |
| Ciclista                      | Ciclista                      | Equipo                        | Tiempo                        |                               |
| ----------------------------- | ----------------------------- | ----------------------------- | ----------------------------- | ----------------------------- |

### Clasificación por equipos
| Clasificación por equipos | Clasificación por equipos | Clasificación por equipos | Clasificación por equipos |
| Equipo                    | Equipo                    | Tiempo                    |                           |
| ------------------------- | ------------------------- | ------------------------- | ------------------------- |

## Evolución de las clasificaciones
| Etapa                   |                         | Ganador _        | Clasificación general | Puntos      | Montaña              | Jóvenes         | Equipo _                        |
| ----------------------- | ----------------------- | ---------------- | --------------------- | ----------- | -------------------- | --------------- | ------------------------------- |
| 1.ª etapa               | etapa escarpada         | Roger Adrià      | Roger Adrià           | Roger Adrià | Carlos García Pierna | Jordan Labrosse | Decathlon AG2R La Mondiale Team |
| 2.ª etapa               | etapa llana             | Matteo Moschetti | Roger Adrià           | Roger Adrià | Carlos García Pierna | Jordan Labrosse | Q36.5 Pro Cycling Team          |
| 3.ª etapa               | etapa de media montaña  | Léo Bisiaux      | Léo Bisiaux           | Léo Bisiaux | Carlos García Pierna | Léo Bisiaux     | Red Bull-BORA-hansgrohe         |
| 4.ª etapa               | etapa escarpada         | Damiano Caruso   | Léo Bisiaux           | Léo Bisiaux | Carlos García Pierna | Léo Bisiaux     | Red Bull-BORA-hansgrohe         |
| 5.ª etapa               | etapa de montaña        | Giulio Ciccone   | Isaac Del Toro        | no otorgado | no otorgado          | no otorgado     | no otorgado                     |
| Clasificaciones finales | Clasificaciones finales |                  | Isaac Del Toro        | no otorgado | no otorgado          | no otorgado     | no otorgado                     |

## Ciclistas participantes y posiciones finales
Convenciones:
- AB-N: Abandono en la etapa "N"
- FLT-N: Retiro por arribo fuera del límite de tiempo en la etapa "N"
- NTS-N: No tomó la salida para la etapa "N"
- DES-N: Descalificado o expulsado en la etapa "N"

## UCI World Ranking
La Vuelta a Burgos otorgó puntos para el UCI World Ranking para corredores de los equipos en las categorías UCI WorldTeam, UCI ProTeam y Continental. Las siguientes tablas son el baremo de puntuación y los diez corredores que obtuvieron más puntos:
| Posición              | 1.º | 2.º | 3.º | 4.º | 5.º | 6.º | 7.º | 8.º | 9.º | 10.º | 11.º | 12.º | 13.º | 14.º | 15.º | 16.º-30.º | 31.º-40.º |
| Clasificación general | 200 | 150 | 125 | 100 | 85  | 70  | 60  | 50  | 40  | 35   | 30   | 25   | 20   | 15   | 10   | 5         | 3         |
| Por etapa             | 20  | 15  | 10  | 5   | 3   |     |     |     |     |      |      |      |      |      |      |           |           |
| Líder                 | 5   |     |     |     |     |     |     |     |     |      |      |      |      |      |      |           |           |

| Clasificación |                   |                            |         |       |       |       |
| Posición      | Ciclista          | Equipo                     | General | Etapa | Líder | Total |
| ------------- | ----------------- | -------------------------- | ------- | ----- | ----- | ----- |
| 1.º           | Isaac del Toro    | UAE Emirates XRG           | 200     | 20    | -     | 220   |
| 2.º           | Lorenzo Fortunato | XDS Astana                 | 150     | 13    | -     | 163   |
| 3.º           | Léo Bisiaux       | Decathlon AG2R La Mondiale | 125     | 25    | 10    | 160   |
| 4.º           | Giulio Ciccone    | Lidl-Trek                  | 85      | 35    | -     | 120   |
| 5.º           | Giulio Pellizzari | Red Bull-BORA-hansgrohe    | 100     | 10    | -     | 110   |
| 6.º           | Egan Bernal       | INEOS Grenadiers           | 70      | -     | -     | 70    |
| 7.º           | Torstein Træen    | Bahrain Victorious         | 60      | 5     | -     | 65    |
| 8.º           | Giovanni Aleotti  | Red Bull-BORA-hansgrohe    | 50      | -     | -     | 50    |
| 9.º           | Johannes Kulset   | Uno-X Mobility             | 40      | -     | -     | 40    |
| 10.º          | Urko Berrade      | Kern Pharma                | 35      | -     | -     | 35    |